# Rimantas Žylius
Rimantas Žylius (ur. 24 czerwca 1973 w Kłajpedzie) – litewski informatyk i polityk, od 2011 do 2012 minister gospodarki.

## Życiorys
Po ukończeniu szkoły średniej w rodzinnej Kłajpedzie studiował psychologię na Wydziale Filozofii Uniwersytetu Wileńskiego (w latach 1991–1995 na studiach licencjackich, następnie do 1997 na studiach magisterskich). W latach 2003–2004 odbywał studia doktoranckie z dziedziny administracji na Uniwersytecie Wileńskim.
Od 1999 do 2000 sprawował funkcję doradcy premiera Andriusa Kubiliusa ds. rozwoju społeczeństwa informacyjnego, następnie zaś taką samą funkcję przy Komisji Rozwoju Społeczeństwa Informacyjnego Sejmu Republiki Litewskiej (2000–2002). W latach 2002–2009 związany z prywatnymi spółkami "Metasite" i "Hewlett-Packard".
26 stycznia 2009 został wiceministrem gospodarki w rządzie Andriusa Kubiliusa. 15 marca 2011 został kandydatem premiera na urząd ministra gospodarki po dymisji Dainiusa Kreivysa. 17 marca objął funkcję ministra. Urzędował do końca funkcjonowania gabinetu, tj. do 13 grudnia 2012. Był rekomentowany przez Związek Ojczyzny, pozostając osobą bezpartyjną.
Jest żonaty.